# Matrícula (trenes)
La matrícula de un vehículo ferroviario es una serie alfanumérica de caracteres similar a una matrícula de un automóvil. La Unión Internacional de Ferrocarriles tiene normalizadas matrículas para cada vehículo y para cada tren autopropulsado. En los trenes autopropulsados, además de la matrícula del tren en su conjunto, cada uno de los vehículos que lo integran tiene su propia matrícula.
Hay dos tipos de matrículas para el material rodante:
- Material motor
- Material remolcado

## Material motor
El número de vehículo consta de doce dígitos:
- Dígitos 1–2 son el código de tipo de vehículo
  - 90 Miscelánea (por ejemplo, locomotora de vapor)
  - 91 Locomotora eléctrica
  - 92 Locomotora diésel
  - 93 Unidad múltiple eléctrica de alta velocidad
  - 94 Unidad múltiple eléctrica convencional
  - 95 Unidad múltiple diésel convencional
  - 96 Unidad múltiple especial
  - 97 Locomotora de maniobras eléctrica
  - 98 Locomotora de maniobras diésel
  - 99 Vehículo especial
- Dígitos 3–4 son el código de país donde el vehículo está registrado
- Dígitos 5–11 son específicos del país del vehículo (número nacional)
- Dígito 12 es el dígito de control calculado mediante el Algoritmo de Luhn
- A continuación se ponen las abreviaturas de país y propietario del vehículo

### Ejemplo

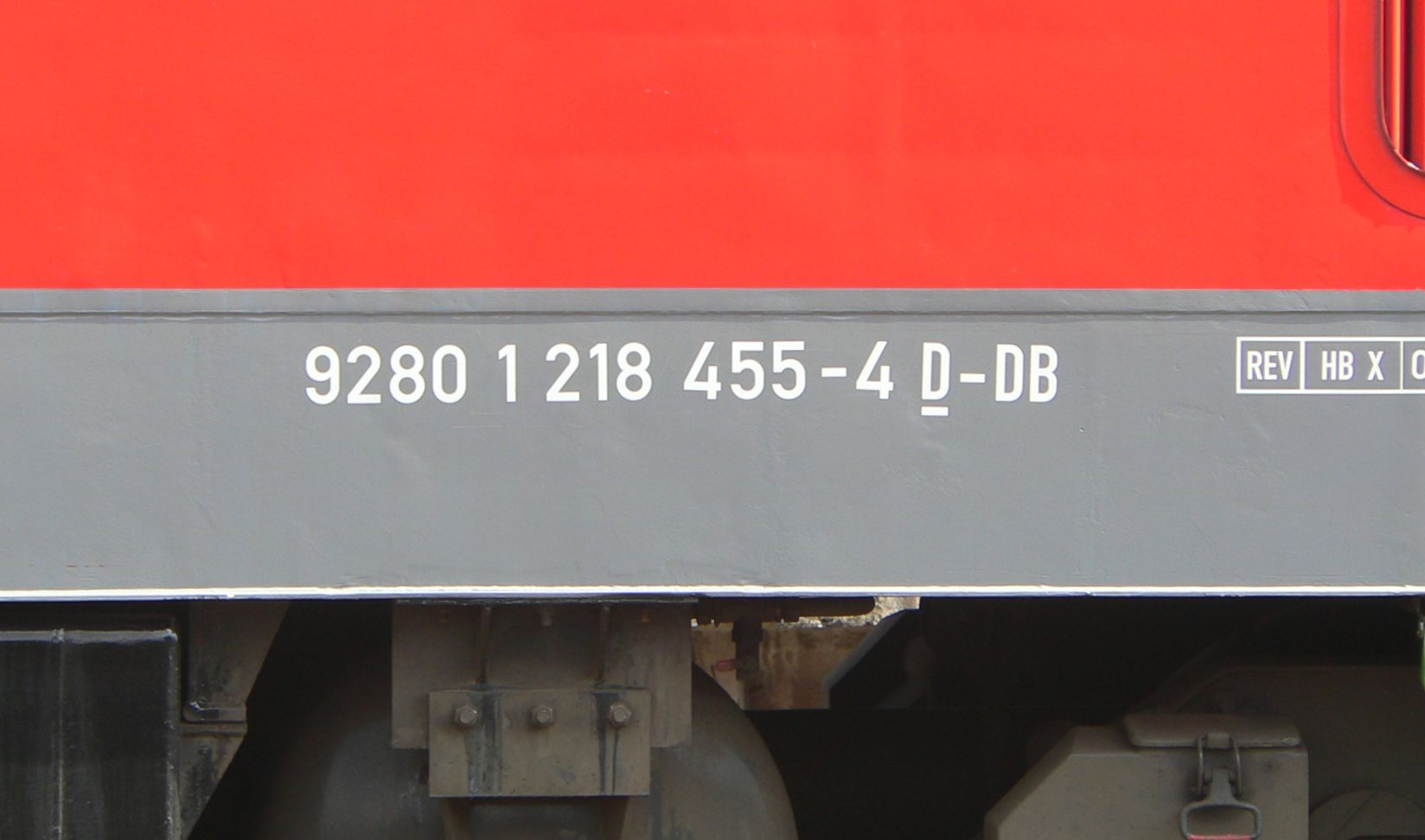
Matrícula 92 80 1218 455-4 D-DB

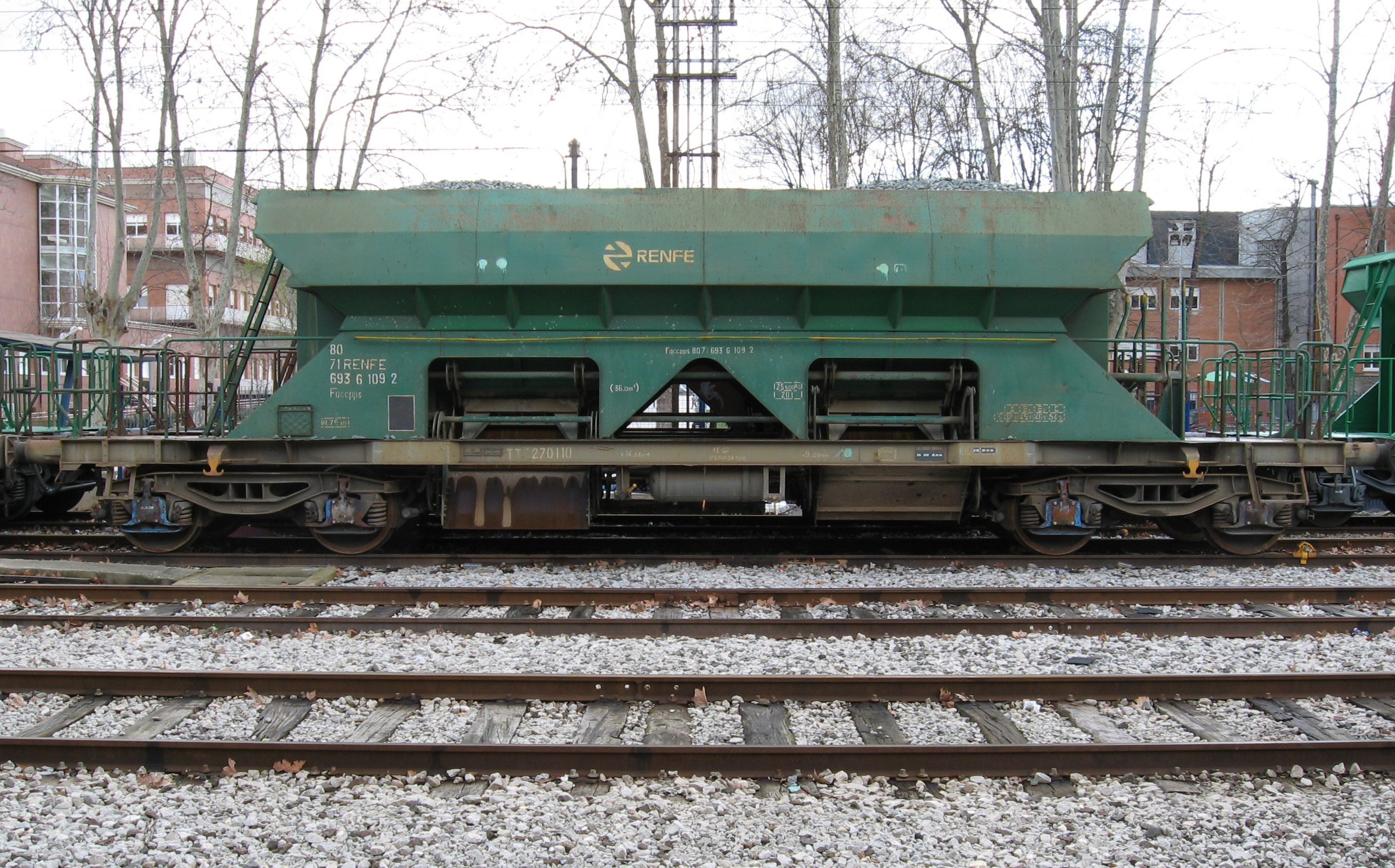
Matrícula 80 71 6936 109-2

| Significado de 92 80 1218 455-4 D-DB | Significado de 92 80 1218 455-4 D-DB |
| ------------------------------------ | ------------------------------------ |
| 92                                   | Locomotora diésel                    |
| 80                                   | Alemania                             |
| 1218                                 | clase DB 218                         |
| 455                                  | Serie                                |
| 4                                    | Dígito de control                    |
| D-DB                                 | Deutsche Bahn.                       |

## Material remolcado
El número de vehículo consta de doce dígitos:
- Dígitos 1–2 son el código de tipo de vehículo
- Dígitos 3–4 son el código de país donde el vehículo está registrado
- Dígitos 5–8 indican el tipo de vagón o coche
- Dígitos 9–11 son el número de serie
- Dígito 12 es el dígito de control calculado mediante el Algoritmo de Luhn

### Ejemplo
| Significado de 80 71 6936 109-2 | Significado de 80 71 6936 109-2                      |
| ------------------------------- | ---------------------------------------------------- |
| 80                              | Vagón de bogies de ancho fijo de servicio a fábricas |
| 71                              | España                                               |
| 6936                            | Especial - Bordes tolva abierta                      |
| 109                             | Número del vehículo                                  |
| 2                               | Dígito de control                                    |